# Phytocoris brooksi
Phytocoris brooksi är en insektsart som beskrevs av Kelton 1979. Phytocoris brooksi ingår i släktet Phytocoris och familjen ängsskinnbaggar. Inga underarter finns listade i Catalogue of Life.